# ラッフルズセセリ
ラッフルズセセリ (Euschemon rafflesia) は、チョウ目（鱗翅目）・セセリチョウ科に分類されるチョウの一種。オーストラリアに生息する派手な珍しいセセリチョウ。名前はトーマス・ラッフルズにちなむ。

## 分布
オーストラリア北東部のクイーンズランド州に分布する。

## 特徴
前翅長26mm。開長約50mm。
熱帯雨林に生息する。幼虫はモニミア科の植物を植樹とする。
成虫の飛翔速度は敏捷である。
チョウであるにも関わらず、ガの特徴である翅棘（前翅と後翅をつなぐ器官）をもつ（ただし、オスのみ）。また、触角も長い。